# Глінік (річка)
Глінік (словац. Hliník) — річка; права притока Жяровниці, протікає в окрузі Собранці.
Довжина приблизно 9,2—9,9 км. Витік знаходиться в масиві Вигорлат (геоморфологічна підодиниця Вигорлат); схил гори Маймова) — на висоті приблизно 460 метрів.
Протікає територією сіл Вишня Рибниця; Глівіштья; Башковце і Горня. Впадає в Жяровницю на висоті приблизно 125—130 метрів.